# Йюске-банк-боксен
«Йюске-банк-боксен» (дат. Jyske Bank Boxen) — многофункциональная арена в Хернинге (Дания), является собственностью выставочного центра города Хернинг.

## Информация
«Йюске-банк-боксен» является частью выставочного центра Хернинга Vision 2025. Здание построено в 2010 году. Стоимость строительства составила 329 миллиона крон. Вместимость варьируется от 12 000 до 15 000 мест в зависимости от мероприятия. Здесь проводятся соревнования по баскетболу, волейболу, гандболу и гимнастике, а также концерты и боксёрские поединки. Возможно проведение хоккейных матчей.
1 октября 2010 года датский финансовый институт «Йюске Банк» стал титульным спонсором арены.
Спортивная арена была открыта 20 октября 2010 года концертом Леди Гаги.
Арена рассматривалась в качестве места проведения конкурса песни «Евровидение-2014», прежде чем контракт был в конечном счёте выигран Залами B&W в Копенгагене.

## Крупнейшие спортивные мероприятия
- Чемпионат Европы по гандболу среди женщин — с 7 по 19 декабря 2010 года
- Чемпионат Европы по гандболу среди мужчин — с 12 по 26 января 2014 года
- Чемпионат мира по гандболу среди женщин — с 5 по 20 декабря 2015 года
- Чемпионат мира по хоккею с шайбой — с 4 по 20 мая 2018 года
- Чемпионат мира по гандболу среди мужчин (включая финал) — январь 2019 года
- Чемпионат Европы по гандболу среди женщин (включая финал) — декабрь 2020 года
- Чемпионат мира по хоккею с шайбой — с 9 по 25 мая 2025 года (полуфиналы и финал в Швеции)